# Juncus duthiei
Juncus duthiei là một loài thực vật có hoa trong họ Juncaceae. Loài này được (C.B.Clarke) Noltie mô tả khoa học đầu tiên năm 1994.